# Астрономічний інститут Каптейна
Астрономічний інститут Каптейна (нід. Kapteyn Instituut) — науковий інститут у складі Гронінгенського університету. Розташований у Каптейнборзі на комплексі Церніке на півночі міста Гронінген.

## Історія
Інститут названий на честь свого засновника Якобуса Корнеліуса Каптейна (1851–1922). Каптейн став професором астрономії та теоретичної механіки в 1878 році, коли в Гронінгені ще не існувало обсерваторії. Перша «Астрономічна лабораторія» Каптейна була відкрита в 1885 році. З 1913 року лабораторія знаходилась на Брурстрат на територію будівлі Академії в центрі міста. У 1970 році інститут переїхав до нової будівлі на комплексі Церніке. З 1983 року інститут розташований в нинішній будівлі, яка використовується спільно з відділом астрофізики низьких енергій Нідерландського інституту космічних досліджень. Стара будівля інституту на Брурстрат постраждала в пожежі 2 лютого 1988 року, і тепер на її місці знаходиться стоянка.

## Телескопи
З 1965 по 1995 рік існувала обсерваторія поблизу Родена, приблизно у 20 км на південний захід від Гронінгена, під назвою Обсерваторія Каптейна. Будинки обсерваторії існують досі, але вже не використовуються університетом. У 1970-х роках тут був 61-сантиметровий телескоп, який згодом перевезли у Планетрон у Двінгело.
З 2008 року Інститут має обсерваторію Блау на даху Бернулліборга з 40-см телескопом Ґратама.
У 2021 році відкрився телескоп Dark Sky Park Lauwersmeer.